# Abbazia di Santo Stefano (Vercelli)
L'abbazia di Santo Stefano, nota anche come abbazia della Cittadella o abbazia di Prarolo, era un'abbazia benedettina di Vercelli.

## Storia
La fondazione dell'abbazia di Santo Stefano sarebbe avvenuta nel 545 a seguito di un miracolo operato da San Mauro, discepolo di San Benedetto, in occasione del suo passaggio a Vercelli nel 543. Un uomo del seguito di Mauro sarebbe salito su una torre e precipitato sulla piazza sottostante, parendo a tutti che fosse morto. San Mauro sarebbe accorso sul posto: dopo aver benedetto l'uomo con il legno della Santa Croce, questi si sarebbe rialzato illeso. In seguito all'avvenimento il popolo avrebbe pregato Mauro di fondare un monastero a Vercelli.
L'abbazia aveva vasti possedimenti fondiari a Prarolo, la cascina Lachelle presso Ronsecco e la cascina Oschiena presso Crova.
La prima attestazione documentale dell'Abbazia risale all'anno 1000. Successivamente le notizie diventano più numerose. L'abbazia era sita nella città di Vercelli, prima nei pressi dell'attuale piazza Solferino (Porta Casale, dove fu costruita la Cittadella) e successivamente nell'area tra il castello del beato Amedeo e Santa Maria Maggiore, dove sono stati ritrovati i resti della chiesa. Negli anni 1370 l'abbazia fu inclusa nella Cittadella, edificata da Galeazzo II Visconti.
L'abbazia fu retta da abati benedettini fino al 1462, dopodiché non vi furono più monaci. I beni dell'Abbazia, con relativa rendita, furono affidati ad abati commendatari. Primo abate commendatario fu Francesco di Savoia, fra i suoi successori spiccano le figure dei cardinali Bonifacio Ferrero, Federico Borromeo e Alessandro Albani. In seguito il patrimonio fu frazionato e venduto nel 1801 a seguito delle soppressioni napoleoniche.
I fondi manoscritti della biblioteca abbaziale, risalenti ai secoli XII-XV, sono stati editi in volume.